# Kravata
Kravata je trak iz blaga za nošnjo v dekorativne namene, modni dodatek, ki se uporablja zlasti v formalni moški garderobi. Nosi se tesno zavezana okrog vratu z vozlom pri grlu, konca pa visita preko prsi in trebuha približno do pasu. Je del poslovne in svečane garderobe ter nekaterih uniform v kombinaciji z do vratu zapeto srajco, pri čemer je vozel med konicami ovratnika, ki prekriva preostali del kravate okoli vratu; v sodobnem Zahodnem svetu velja za statusni simbol z vrsto nepisanih pravil oblike, barve in zavezovanja.
Sodobna kravata izvira iz rute, ki so jo nosili hrvaški najemniški vojaki iz Vojne krajine, ki so se borili na francoski strani med tridesetletno vojno v času Ludvika XIV. in z njo pritegnili pozornost Parižanov. Sčasoma je popačenka za Hrvata, cravate, označevala vse vrste rut in trakov okoli vratu, ki so takrat prišli v modo, sedanjo obliko pa je kravata dobila konec 19. stoletja. Iz iste besede izvira tudi sedanja slovenska beseda »kravata« (prek nemške Krawat).